# رویلی ایرلاینز
رویلی ایرلاینز (به انگلیسی: Ruili Airlines) یک شرکت هواپیمایی با کد یاتا DR است.
قطب این شرکت هواپیمایی در فرودگاه بین‌المللی کونمینگ چانگشوی قرار دارد و به ۹ مقصد، پرواز مستقیم انجام می‌دهد.